# マリア・ポルテラ

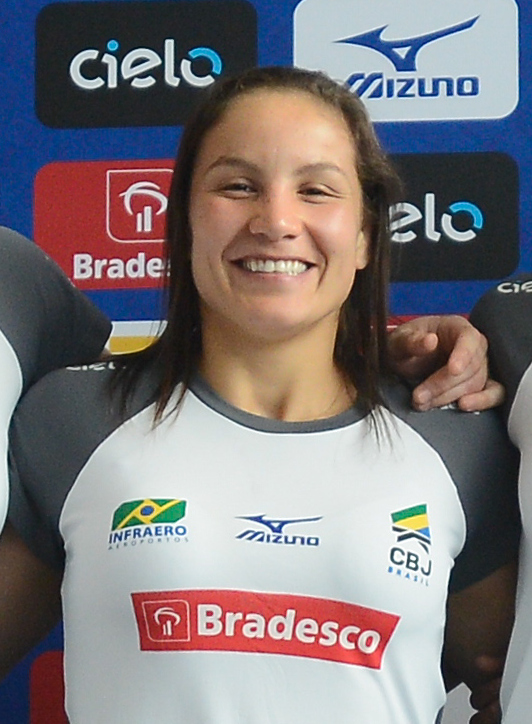
2016年のポルテラ

マリア・デ・ロルデス・マッゾレーニ・ポルテラ（Maria de Lourdes Mazzoleni Portela 1988年1月14日- ）はブラジルのリオ・グランデ・ド・スル州出身の柔道選手。階級は70kg級。身長158cm。

## 人物
2011年のミリタリーワールドゲームズとプレオリンピック大会の70kg級で優勝すると、パンアメリカン競技大会では3位となった。2012年のグランプリ・デュッセルドルフでは世界選手権3位の國原頼子を裏投げで破るなどして2位、パンナム選手権とグランドスラム・モスクワでは優勝したが、ロンドンオリンピックでは初戦でコロンビアのジュリ・アルベアルに膝車で敗れた。地元ブラジルのサルヴァドールで開催された世界団体では3位だった。2013年には地元のリオデジャネイロで開催された世界選手権では7位だったが、世界団体では決勝の日本戦で田知本遥に指導2で優勢勝ちするものの、大将戦でマリア・アルテマンが田知本愛に指導1で敗れて2位にとどまった。2015年にはパンアメリカン競技大会と グランドスラム・東京で3位、ミリタリーワールドゲームズでは2連覇した。2016年に地元で開催されたリオデジャネイロオリンピックでは3回戦でオーストリアのベルナデッテ・グラフに指導2で敗れた。2017年の世界選手権では準々決勝で新井千鶴にGS含めて9分近い戦いの末に指導2で敗れるなどして7位、初開催となった男女混合による世界団体でも決勝の日本戦で新井に指導2で敗れてチームも2位にとどまった。世界ランキング上位選手が集まるワールドマスターズには世界チャンピオンの新井が出場していなかったものの、決勝でクロアチアのバルバラ・マティッチに一本勝ちして優勝を飾った。2018年にはグランドスラム・エカテリンブルグで優勝した。2019年の世界団体では3位になった。2021年の世界団体でも3位になった。7月に日本武道館で開催された東京オリンピックでは3回戦でマディナ・タイマゾワに反則負けを喫した。2023年3月には現役引退を表明した。

## 主な戦績
- 2009年 - パンナム選手権　2位
- 2011年 - パンナム選手権　2位
- 2011年 - グランドスラム・リオデジャネイロ　3位
- 2011年 - ミリタリーワールドゲームズ　優勝
- 2011年 - パンアメリカン競技大会　3位
- 2011年 - プレオリンピック大会　優勝
- 2012年 - グランプリ・デュッセルドルフ　2位
- 2012年 - パンナム選手権　優勝
- 2012年 - グランドスラム・モスクワ　優勝
- 2012年 - グランプリ・アブダビ　優勝
- 2012年 - 世界団体　3位
- 2012年 - グランプリ・青島　2位
- 2013年 - 世界軍人選手権大会　優勝
- 2013年 - 世界選手権　7位
- 2013年 - 世界団体　2位
- 2014年 - グランプリ・ウランバートル　3位
- 2014年 - グランプリ・ザグレブ　3位
- 2014年 - グランプリ・タシュケント　3位
- 2015年 - パンナムオープン・モンテビデオ　優勝
- 2015年 - パンナム選手権　3位
- 2015年 - パンアメリカン競技大会　3位
- 2015年 - ミリタリーワールドゲームズ　優勝
- 2015年 - グランドスラム・東京　3位
- 2016年 - グランプリ・ハバナ　3位
- 2016年 - グランドスラム・バクー　2位
- 2016年 - グランドスラム・アブダビ　2位
- 2017年 - グランプリ・トビリシ　優勝
- 2017年 - 世界選手権　7位
- 2017年 - 世界団体　2位
- 2017年 - グランドスラム・アブダビ　3位
- 2017年 -　ワールドマスターズ　優勝
- 2018年 -　グランドスラム・エカテリンブルグ　優勝
- 2019年 - グランドスラム・エカテリンブルグ　2位
- 2019年 - グランプリ・アンタルヤ　2位
- 2019年 - パンナム選手権　2位
- 2019年 - グランプリ・ブダペスト　5位
- 2019年 - 世界団体　3位
- 2019年 - グランドスラム・ブラジリア　3位
- 2020年 -　ヨーロッパオープン・ブラチスラヴァ　3位
- 2020年 - パンナム選手権　優勝
- 2021年 -　グランドスラム・トビリシ　優勝
- 2021年 -　世界選手権　7位
- 2021年 -　世界団体　3位
- 2022年 -　グランプリ・アルマダ 3位
- 2022年 -　グランドスラム・アンタルヤ　3位
- 2022年 -　パンアメリカン・オセアニア選手権　3位

(出典、JudoInside.com)